# Хокі (Тотторі)

35°23′7″ пн. ш. 133°24′27″ сх. д. / 35.38528° пн. ш. 133.40750° сх. д.
Хокі (яп. 伯耆町) — містечко в Японії, в повіті Сайхаку префектури Тотторі.

## Географія
На території містечка розташована гора Дайсен. Через Хокі протікає річка Хіно.